# 西戈斯韦
西戈斯韦（英語：Celgosivir）是由墨西哥Migenix制药公司开发的一种治疗丙型肝炎的亚氨基糖类药物。是天然产物栗树精胺的口服前体药（即栗树精胺的丁酸酯），在体内转换成栗树精胺后通过抑制α-葡萄糖苷酶I和II来降低病毒宿主细胞对病毒蛋白的N-糖基化途径，这是一种新型的抗病毒机制，以此来实现抑制病毒复制。西戈斯韦在体内外均能被良好地吸收，并且能迅速地转换成栗树精胺，同时在体外还被证实具有广谱抗病毒活性。

## 临床试验
仅采用西戈西韦作为单一疗法对丙型肝炎治疗效果不佳，但体外实验和临床II期实验表明西戈西韦与聚乙二醇干扰素α-2b和利巴韦林进行联合治疗具有协同效果，并有可能证实该药物为丙型肝炎联合疗法的重要一环，并可能有助于防止病毒耐药出现。但目前尚未开展长期毒性研究来明确西戈西韦对人体的安全性。
尽管西戈西韦通常情况下安全且耐受性良好，但它似乎对登革热病毒抑制效果不佳，而且对登革热患者退烧效果也不佳。

## 延伸阅读
- KEGG DRUG: Celgosivir Hydrochloride （页面存档备份，存于）